# Ekstremadura
Ekstremadura, također Estremadura (špa. Extremadura), je španjolska autonomna zajednica smještena na zapadu Španjolske. Ekstremadura graniči s Kastilijom i Leónom na sjeveru (provincije Salamanca i Ávila), na jugu s Andaluzijom (provincije Huelva, Sevilla i Córdoba), na istoku s Kastilja-La Manchom (provincije Toledo i Ciudad Real) i na zapadu s Portugalom.
Dijeli se na dvije provincije: provincija Cáceres (na sjeveru) i provincija Badajoz (na jugu). Glavni grad je Mérida.